# Opus lateritium
Opus lateritium je latinski naziv za tehniku zidanja opekama, koje su u zidnu masu bile vezane mortom ili betonom (opus caementicium). Tehnika je, naravno, mnogo starija od Rimljana, a u različitim se, osuvremenjenim inačicama očuvala sve do danas.
Ovaj način gradnje bio je vrlo često primjenjivan u vrijeme Rimskoga carstva, osobito u Italiji. 
Na tlu Hrvatske znatno ga rjeđe srećemo, nešto češće u Istri nego u ostalim dijelovima. 
Ako se primjenjivao, onda je to ponajprije bilo u instalacijama termalnih postrojenja.
U svojem glasovitom djelu „O arhitekturi“, Vitruvije se dosta opsežno osvrnuo na ovaj način gradnje. 
Njegovo je mišljenje o ovom načinu gradnje vrlo pohvalno, pa kaže: „zato se i može vidjeti da su u nekim gradovima javne zgrade, privatne kuće, pa čak i kraljevske palače građene od opeke…“
Za primjer navodi Mauzolovu palaču u Halikarnasu, koja je, premda je bila obložena prokoneškim mramorom, imala zidove od opeke. „Oni se i danas odlikuju izvrsnom čvrstinom, a fasada im je sjajna i glatka da izgleda kao da su od prozirna stakla. A taj kralj to nije radio iz siromaštva. On je imao nebrojenih dohodaka, jer je vladao cijelom Karijom.“
Stoga Vitruvije zaključuje: „Ako, dakle, zidove od opeke nisu odbacivali toliko moćni i vrlo bogati kraljevi koji su ih mogli imati ne samo od lomljena kamena ili klesana nego i od mramora, držim da se ne treba bojati zgrada, zidanih od opeke, ako su samo dobro pokrivene.“ 
Ipak na koncu upozorava: „O samoj opeki, da li je vrlo dobra ili slaba za građenje, ne može nitko odmah izreći sud, jer se u vremenskim nepogodama i ljeti kad se položi na krov tek pokaže da li je dobra. Ako nije od dobre gline ili je slabo pečena, pokaže se odmah da ne valja kad je takne led ili mraz.“